# 拉坎帕納峰
32°57′13″S 71°07′10″W / 32.95361°S 71.11944°W

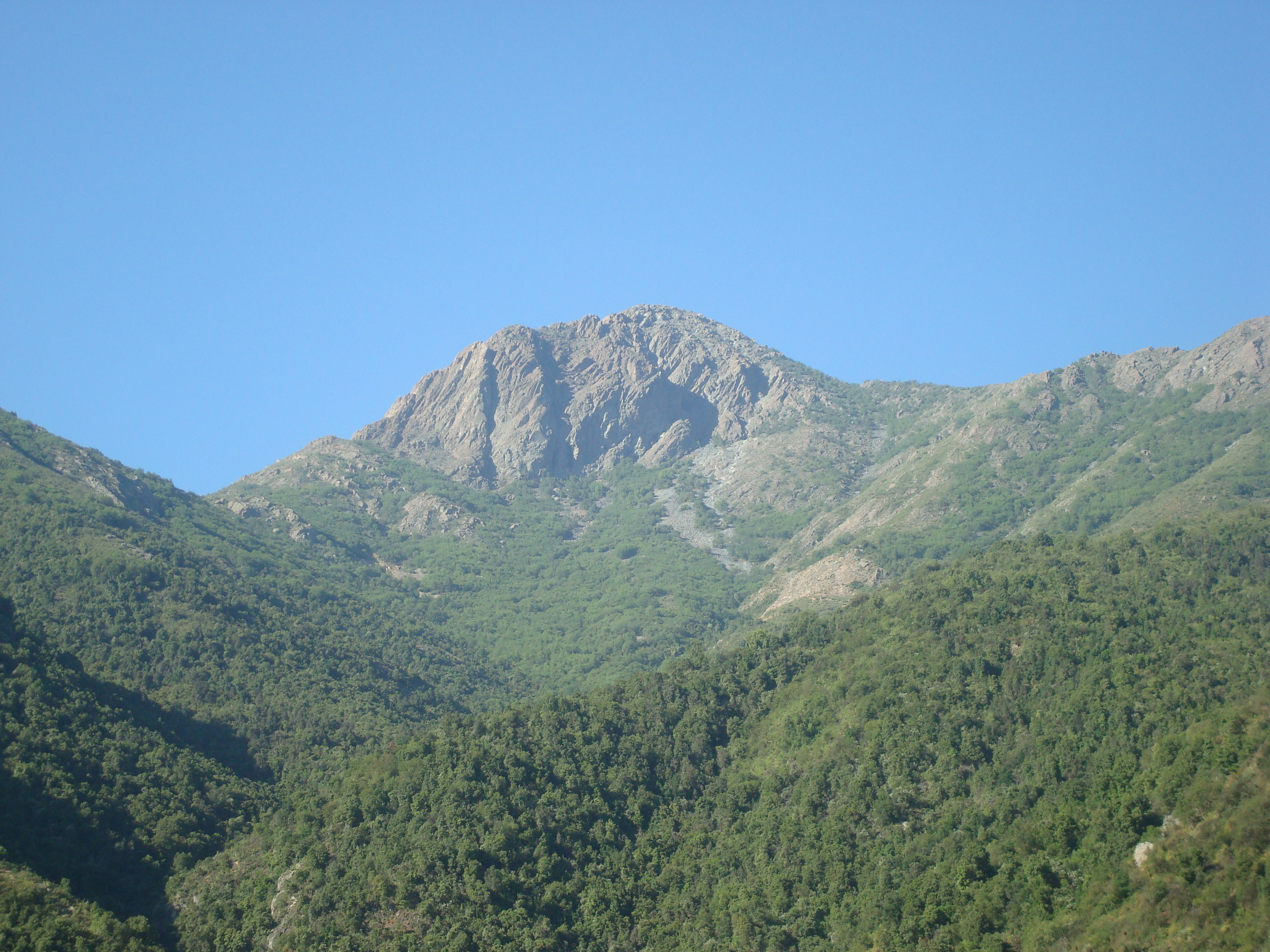

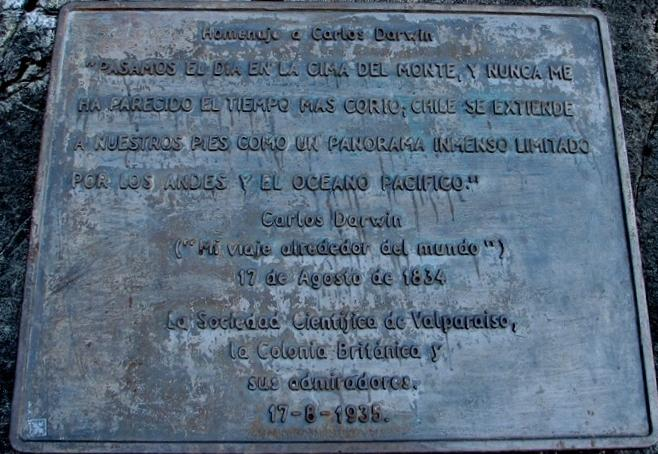

拉坎帕納峰是智利的山峰，位於該國中部瓦爾帕萊索大區，處於拉坎帕納國家公園，屬於安第斯山脈的一部分，海拔高度1,880米。